# Luan Balu
Luan Balu is een bestuurslaag in het regentschap Simeulue van de provincie Atjeh, Indonesië. Luan Balu telt 1070 inwoners (volkstelling 2010).